# دریاوار حمار
دریاوار حمّار (انگلیسی: Hammar Lacus) یکی از چندین دریاها و دریاچه‌های هیدروکربنی است که در بزرگ‌ترین قمر زحل، تیتان، یافت می‌شود. این دریاوار در عرض جغرافیایی ۴۸٫۶ درجه شمالی و طول جغرافیایی ۳۰۸٫۲۹ درجه غربی بر روی کره تیتان قرار گرفته و از متان و اتان مایع تشکیل شده‌است. دریاوار حمّار با قطر ۲۰۰ کیلومتر، سومین دریاچه بزرگ تیتان است و به نام دریاچه حمار در جنوب عراق نام‌گذاری شده‌است. این نام در ۳ دسامبر ۲۰۱۳ توسط اتحادیه بین‌المللی اخترشناسی بر روی این دریاوار گذاشته شد. مساحت دریاوار حمّار حدود ۱۸۶۰۰ کیلومتر مربع است.